# محمد فؤاد جلال
محمد فؤاد جلال (1908 - 1962) هو سياسي وأستاذ جامعي مصري سابق، شغل منصب وزير الارشاد القومي (وزارة الاعلام حاليا).

## حياته
مواليد عام 1908 في «قلين» بكفر الشيخ، تخرج من مدرسة المعلمين عام 1929، أتمَّ تعليمَه في المرحلتَيْن الابتدائية والثانوية بمحافظة أسيوط، وحصل على بكالوريوس علم النفس من جامعة لندن عام 1937,

## حياته المهنية
مشوارَه الوظيفي مُعِيدًا ثم مدرسًا مساعدًا ب «معهد التربية العالي للمعلمين» حتى عام ١٩٣٢م (تحوَّلَ اسمُه فيما بعدُ إلى «المعهد العالي للمعلمين»، ثم إلى «كلية العلوم» عامَ ١٩٥٠م)، ثم عمل مدرسًا للعلوم في مدرسة الخديوي إسماعيل الثانوية حتى عام ١٩٣٧م. وقد حصل على بعثةٍ لدراسة علم النفس في إنجلترا؛ حيث نالَ دبلوم علم النفس مع مرتبة الشرف عامَ ١٩٤٠م. وبعدما رجع مِن البعثة عاوَدَ التدريس ب «معهد التربية العالي للمعلمين» وظلَّ به حتى عُيِّن رئيسًا لقسم التربية وعلم النفس، كما عمل أستاذًا لعلم النفس في كلية البنات. وقد شغل العديد من الوظائف، منها: وزير الثقافة والإرشاد القومي، ووكيل مجلس الأمة، وسفير مصري (بعدة دول)، كما ترأَّسَ مؤتمرَ الخِرِّيجين العرب، ومؤتمرَ التضامُن الآسيوي الأفريقي.
1. عمل مدرساً بالمدارس الثانوية.
2. عين أستاذا ًلعلم النفس بجامعة عين شمس عام 1952.[3]
3. انتخب رئيساً لمؤتمر الخريجين العرب عام 1955.
4. انتخب عضواً بمجلس الأمة ووكيلا للمجلس عام 1958.
5. تولى وزارة الإرشاد القومى (الإعلام) في 19 ديسمبر 1952 وحتى 17 يونيو 1953.

## مؤلفاته
1. محمد فؤاد جلال، 1948، نمو الحياة الفكرية وأثر اللغة العامية فيه، في عبد العزيز القوصي وآخرون، 1948، اللغة والفكر، القاهرة، المطبعة الأميرية.